# Leuchtpigment
Leuchtpigmente bezeichnet eine Gruppe von Pigmenten, die mehr Licht im sichtbaren Bereich remittieren, als eingestrahlt wird. Dieser Effekt wird auch als Lumineszenz bezeichnet. Dies unterscheidet Leuchtpigmente von allen anderen Pigmentarten (Weißpigmente, Schwarzpigmente, Buntpigmente und Effektpigmente). Leuchtpigmente unterscheiden sich von den Leuchtfarbstoffen dadurch, dass sie im Anwendungsmedium unlöslich sind.
Man unterscheidet zwischen Fluoreszenzpigmenten, auch Tagesleuchtpigmente genannt, und Phosphoreszenzpigmenten, auch Nachleuchtpigmente (als Handelsname auch Nachtleuchtfarbe) genannt. Von Fluoreszenz spricht man im Allgemeinen, wenn das Nachleuchten kürzer als eine Tausendstelsekunde andauert, bei größerer Nachleuchtdauer spricht man von Phosphoreszenz.
Spezielle Leuchtpigmente sind unter den Bezeichnungen Luminova und Lumilux erhältlich.

## Geschichte
Über im Dunkeln leuchtende Mineralien wurde seit alters her berichtet; die erste Darstellung eines nachleuchtenden Stoffs gelang dem Bologneser Alchemisten Casciarola beim Versuch, aus Bariumsulfat Gold herzustellen. Bei dem dabei erhaltenen „Bologneser Leuchtstein“ dürfte es sich um ein dotiertes Bariumsulfid gehandelt haben. Eingehender untersucht wurde die Phosphoreszenz erst Ende des 19. Jahrhunderts, u. a. von Becquerel.

## Zusammensetzung
Anorganische Nachleuchtpigmente bestehen aus einer anorganischen Grundstruktur und einer Dotierung mit einem Aktivator sowie meist Co-Aktivatoren. Verwendet werden im Wesentlichen zwei Typen: die etwas älteren, auf Sulfiden, meist Zinksulfid oder auch Calciumsulfid basierenden Pigmente sowie die moderneren Leuchtpigmente auf Basis von Erdalkalialuminaten, z. B. Strontiumaluminat. Die Dotierung erfolgt häufig mit Europium. Grün leuchtende ZnS-Pigmente sind normalerweise mit Kupfer dotiert.

## Mechanismus
Beide Pigmenttypen nehmen zunächst Energie durch Bestrahlung auf (optischer Aufheller). Bei Tagesleuchtpigmenten wird UV-Strahlung aufgenommen und unmittelbar im sichtbaren Bereich wieder abgegeben, während bei Nachleuchtpigmenten sichtbares Licht aufgenommen wird und zeitverzögert abgegeben wird.
Die Bestrahlung hebt Elektronen in den Anregungszentren, wo die Aktivatoren (z. B. Fremdatome) sitzen, auf ein höheres Energieniveau an („Aufladen“). Bei längerer Bestrahlung wird ein Sättigungszustand erreicht, nach dem nicht mehr Energie aufgenommen werden kann. Beim Zurückfallen in den Grundzustand wird die Energie in Form von sichtbarem Licht wieder frei.

## Eigenschaften
Nachleuchtpigmente oder Phosphoreszenzpigmente leuchten nach Bestrahlung mit sichtbarem Licht nach. Diese Eigenschaft macht man sich zunutze, um im Dunkeln nachleuchtende Farben und Lacke zu erzeugen, die vorher durch Bestrahlung mit Licht aufgeladen werden müssen. Diese Beschichtungsstoffe bezeichnet man als Nachleuchtfarben. Phosphoreszenzpigmente auf Basis von Erdalkalialuminaten sind gegenüber den Zinksulfidpigmenten wesentlich leuchtstärker und leuchten erheblich länger; auch haben sie den Vorteil, unter Einwirkung von UV-Strahlung nicht wie jene zu vergrauen. Dafür benötigen sie eine längere Zeit bis zur Sättigung.

Nachleuchtpigmente grün
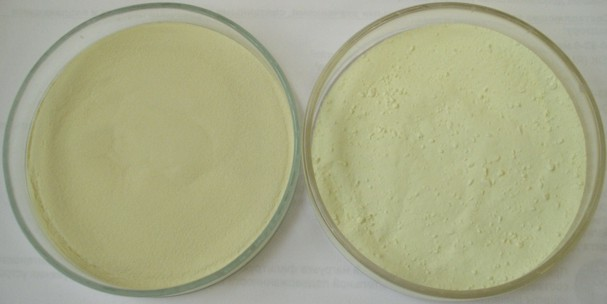
Leuchtpigmente: links ZnS, rechts Erdalkalialuminat
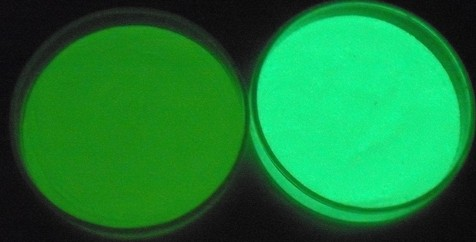
Leuchtpigmente im Dunkeln
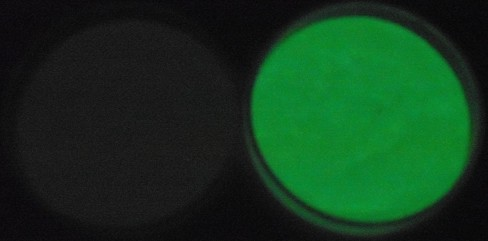
Leuchtpigmente nach 4 Minuten

Nachleuchtpigmente rot und blau
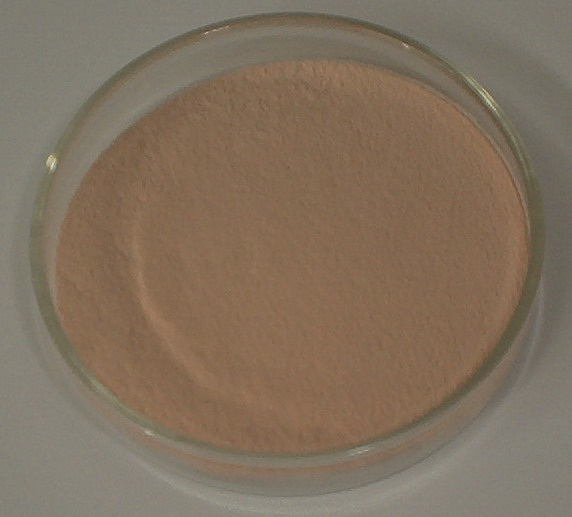
Leuchtpigment rot (Calciumsulfid)
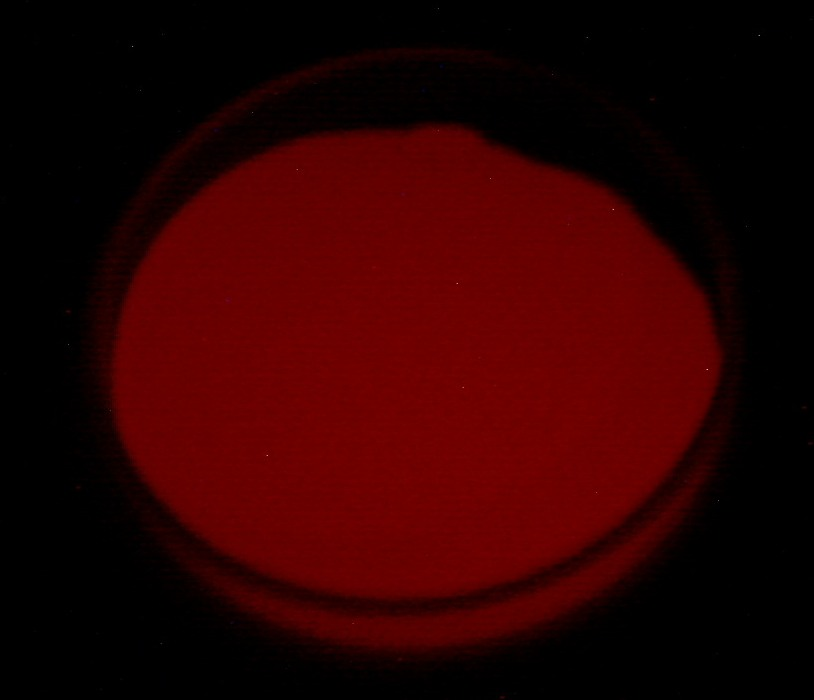
Leuchtpigment rot im Dunkeln
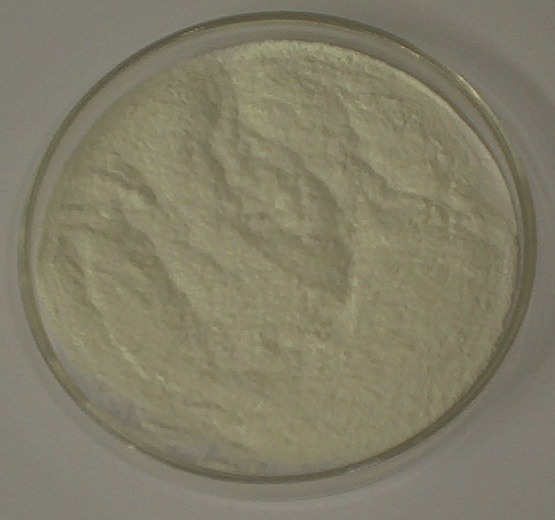
Leuchtpigment blau (Erdalkalisilicat)
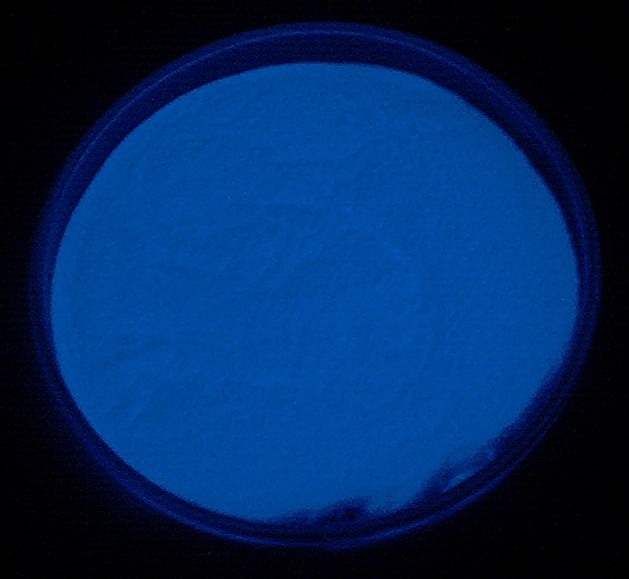
Leuchtpigment blau im Dunkeln

Wie bei Buntpigmenten können auch aus Leuchtpigmenten Farben gemischt werden. Bei der Beurteilung der Farbe muss jedoch beachtet werden, dass Nachleuchtpigmente zwei Farborte besitzen, die in der Regel nicht identisch sind. Ein Farbort ist unter normaler Beleuchtung sichtbar, der andere dagegen im Dunkeln.

## Anwendungen
Fluoreszenzpigmente werden eher selten eingesetzt, da für die Anwendungen in Neonfarben vorzugsweise fluoreszierende Farbstoffe eingesetzt werden, da kein höheres Echtheitsniveau gefordert wird.

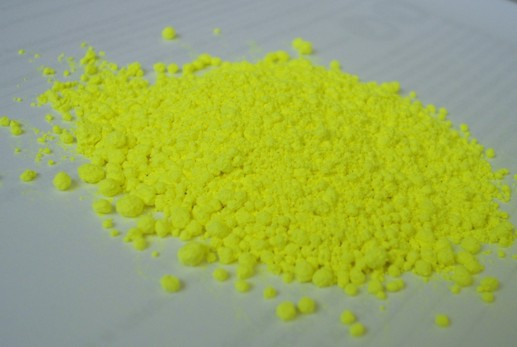
Fluoreszenzpigment

Die wichtigste Anwendung für Nachleuchtpigmente sind Uhren mit im Dunkeln sichtbaren Zifferblatt sowie Leitmarkierungen für Notausgänge.
Zu den Tagesleuchtfarben gehören auch manche optischen Aufheller in Waschmitteln (was bei Weißware dazu führt, dass diese bei UV-Strahlung intensiv zu leuchten beginnen, auch durch die Oberkleidung hindurch), Farbmittel dieser Eigenschaft werden als Schwarzlicht-Leuchtfarbe oder UV-Leuchtfarbe vermarktet.